# 한스 빙클러
한스 카를 알베르트 빙클러(독일어: Hans Karl Albert Winkler, 1877년 4월 23일~1945년 11월 22일)는 독일의 식물학자로서 1919년 설립된 함부르크 대학의 교수였다. 게놈(genom)이란 말을 1920년 함부르크 대학교의 식물학 교수 한스 빙클러가 만든 말로써 처음 만든 것으로 알려져 있다. 그의 글에는 “나는 종의 기초를 이루는 염색체 일배체 세트를 게놈이라고 표현할 것을 제안한다.”라고 되어 있다.